# ظهور چنگیز خان

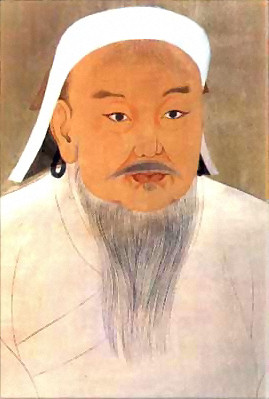
چنگیز خان مغول

ظهور چنگیز خان (انگلیسی: Rise of Genghis Khan) شامل وقایع از زمان تولد او به عنوان تموچین در سال ۱۱۶۲ تا سال ۱۲۰۶ است، زمانی که او لقب «چنگیز خان» به او اعطا شد که به معنای چیزی در راستای «حاکم جهانی» یا «حاکم اقیانوسی» توسط قورولتای که مجلسی از سران مغول بود.